# Ребекка Ромеро
Ребекка Ромеро  (англ. Rebecca Romero, 24 січня 1980) — британська веслувальниця та велогонщиця, олімпійська чемпіонка.

## Виступи на Олімпіадах
| Олімпіада  | Дисципліна                                      | Місце |
| ---------- | ----------------------------------------------- | ----- |
| Афіни 2004 | четвірка парна                                  | 2     |
| Пекін 2008 | Індивідуальна гонка переслідування, 3000 метрів | 1     |
| Пекін 2008 | Очкова гонка                                    | 11    |